# Исув, Иосиф Григорьевич
Иосиф Григорьевич (Андреевич) Исув (1878, Витебск — 13 августа 1920, Москва) — российский революционер. Меньшевик.

## Биография
Родился в Витебске.
Учился в еврейском Учительском институте в Шауляе. Был пропагандистом Бунда
Был арестован и отправлен в Витебск (1900). В 1902 году вошел в РСДРП, а с 1903 года меньшевик. Участвовал в Революции (1905—1907). В 1906 опять был арестован, но избежал ссылки. На V съезде РСДРП был избран в ЦК от меньшевиков. Организатор «Инициативной группы».

После Февральской революции стал одним из лидеров меньшевиков. С апреля член исполкома Московского совета РД. В период восстания генерала Лавра Георгиевича Корнилова, поддержав создание антикорниловских соединений из войск Московского гарнизона, был против вооружения рабочих:
«Создавать… армию параллельно регулярной армии мы не хотим»
19 апреля 1918 на заседании Московского Совета, большевики внесли предложение о том, что все члены Совета должны принимать участие в управлении делами Москвы и области. «Против» выступил только Исув, говоривший, что это превращает Совет в «бюрократическое учреждение».
По решению ВЦИК об исключении эсеров и меньшевиков, Исув был исключен.
В 1920 году умер от дизентерии. Похоронен на Дорогомиловском кладбище.